# 過溝建德宮火燈夜巡
火燈夜巡是一項位於嘉義縣布袋鎮過溝地區的民俗活動，具有地方特色及特殊文化價值，目前被指定為嘉義縣文化資產。

## 起源
火燈夜巡在每年農曆6月底最後三天舉行，是嘉義縣布袋鎮過溝地區特有的民俗活動。活動起源於清領前期，布袋庄與過溝庄發生過械鬥，有庄民在械鬥過程中不幸身亡，加上早期庄內有不少大公堀，發生多起庄民溺斃事件，因此鬼魂之說甚囂塵上。建德宮主神李大府千歲指示以安營、夜巡的方式，以保村莊寧靜與居民平安。當時沒有路燈，所以居民以火把代替。
1982年當地重建橋梁時，為了要記取當年械鬥的慘痛教訓，而將橋梁從「冤家港橋」改名為「布袋鎮團結橋」。

## 活動方式
傳統的火燈夜巡共有三天，第一天主要透過神明遶境，警告所有不速之客趕快離去、不得作亂；第二天活動則更為強硬，由建德宮與境內各廟宇神明大轎、大輦、神乩、宋江陣、獅陣、鑼鼓等陣頭，與持火燈庄民齊聚建德宮廟，在眾神祇陸續降駕點五營兵後，於建德宮主祀李大府千歲降駕神乩指示出發，直接驅趕不肯離去的惡鬼；第三天則是徹底巡視村莊內外避免有漏網之魚，並且趕在鬼門開前入廟，以免與好兄弟們發生衝突。
2000年後，由於此地人口嚴重外流，參與夜巡的人數逐漸不足，當時建德宮董事會決定將三天夜巡縮減至一天，雖然當時只舉辦最後一晚，但反對縮減夜巡天數的居民，自行舉辦前兩天，延續了三日夜巡的傳統。因為此事激發了居民的社區意識，也打破人數、性別、年齡的限制。
因為這個民俗活動是嘉義縣布袋鎮過溝地區重要的民俗活動，具有傳統性、地方性、文化性及歷史性，在2011年（民國一百年）被嘉義縣政府登錄為民俗。